# Svätý Peter
Svätý Peter (in ungherese Komáromszentpéter) è un comune della Slovacchia facente parte del distretto di Komárno, nella regione di Nitra.